# Gil Boggs
Gil Boggs (Atlanta, 1960) è un direttore artistico e danzatore statunitense.

## Biografia
Boggs è il direttore artistico del Colorado Ballet a Denver, Colorado. Boggs ha accettato la carica di Direttore Artistico con il Colorado Ballet nella primavera del 2006. Nel mese di agosto 2014, Boggs ri-firmò un contratto di cinque anni per rimanere come direttore artistico del Colorado Ballet. Durante l'incarico di Boggs con il Colorado Ballet ha rimesso in scena produzioni a lunghezza completa de Swan Lake, La bella addormentata, Giselle, Don Chisciotte e Coppélia, con l'aggiunta di nuove produzioni complete di Romeo e Giulietta, Cinderella, Le Corsaire, Beauty and the Beast e Peter Pan. Boggs ha inoltre presentato 15 anteprime mondiali e 12 anteprime del Colorado Ballet dei coreografi Twyla Tharp, Lar Lubovitch, Antony Tudor, Val Caniparoli, Dwight Rhoden e Lynne Taylor-Corbett.
Boggs ha iniziato la sua carriera di danza con il Balletto di Atlanta. Entrò all'American Ballet Theatre di New York nel 1982 e fu promosso a ballerino solista nel 1984 e primo ballerino nel 1991. Boggs è stato un membro della compagnia per 17 anni.

## Esperienze precedenti
Boggs si è anche esibito con la Twyla Tharp Dance Company, Baryshnikov and Company, Nureyev and Friends, e ha fatto diverse apparizioni in tutto il mondo. Ha lavorato con numerosi coreografi, tra cui Agnes de Mille, Sir Kenneth MacMillan, Paul Taylor, Mark Morris, Jerome Robbins e Merce Cunningham e ha un vasto repertorio esecuzione di entrambe le opere classiche e contemporanee.